# نظام الإسناد الفلكي الدولي

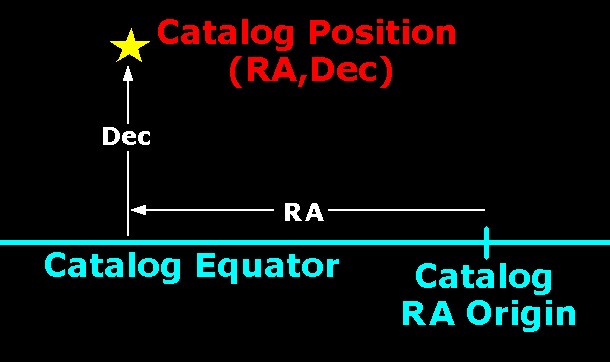

نظام الإسناد الفلكي الدولي (بالإنجليزية: International Celestial Reference System: ICRS)‏ هو نظام دولي متعارف عليه لوصف مواقع الأجسام والأجرام في الفضاء يعبر عن المرجع العالمي المتعارف والمتفق عليه في حسابات النظام الشمسي.

## الإحداثيات
الإحداثيات المتبعة هي الإحداثيات الديكارتية والتي يقع مركزها في نقطة ثِقَل (مركز) المجموعة الشمسية. المحاور محددة عن طريق المرجع الفضائي ونقطة الربيع والتي يتحدد موقعها عن طريق متجهاتِِ فضائية منَصبة باتجاه أهداف فضائية ثابتة (نجوم محددة).
في الكاتالوج الرئيسي للإتحاد العالمي الفضائي يتم تحديد الإحداثيات للنظام عن طريق حسابات لمعدل أمكنة 1353 نجم رئيسي لفترة (التاريخ اليولياني) الذي بدأ في يناير عام 2000.

## تخصيص النظام
يتم عن طريق حساب احداثيات 608 أجرام سماوية مشعة (نجوم) يتم تخصيص نظام ال ICRS إلى ما يعرف بِ: ICRF وهي اختصار لجملة:
(International Celestial Reference Frame) التي تعني الإحداثيات العالمية للأجرام السماوية.

## الأرض في النظام الشمسي
المنظمة المسؤولة عن تحديد موقع الأرض في النظام الشمسي بناءً على مواقع النجوم وعوامل أخرى على كوكب الأرض (مثل عدم كروية الأرض أو اختلاف الجاذبية من مكان لآخر وعوامل أخرى كثيرة) هي المنظمة العالمية لدوران الأرض و أنظمة التحديد ومراجعها (Internationalen Dienst für Erdrotation und Referenzsysteme (IERS و الذي انتقل موقعهُ الرئيسي من واشنطن إلى أوسو في اليابان و استقر الآن في فرنكفورت في ألمانيا.

## مواضيع ذات صلة
- التاريخ اليولياني